# Collex-Bossy
Collex-Bossy is een gemeente en plaats in het Zwitserse kanton Genève.
Collex-Bossy telt 1576 inwoners.